# Flugunfall einer Dassault Falcon der Iran Aseman Airlines
Der Flugunfall einer Dassault Falcon der Iran Aseman Airlines ereignete sich am 3. März 2014 im Persischen Golf nahe dem Flughafen Kisch, als eine Dassault Falcon 20E, mit der ein Kalibrierungsflug im Auftrag der iranischen Zivilluftfahrtorganisation durchgeführt wurde, nach einer räumlichen Desorientierung durch die Piloten ins Meer gesteuert wurde. Dabei kamen alle vier Insassen der Falcon ums Leben.

## Flugzeug
Bei der verunfallten Maschine handelte es sich um eine 1975 gebaute Dassault Falcon 20E mit der Werknummer 334, die im Oktober 1975 mit dem Luftfahrzeugkennzeichen EP-FIC auf die Zivilluftfahrtbehörde des Iran zugelassen wurde. Zum Unfallzeitpunkt wurde die Maschine durch die Iran Aseman Airlines für diese betrieben. Das zweistrahlige Geschäftsreiseflugzeug war mit zwei Turbojettriebwerken des Typs General Electric CF700-2D-2 ausgestattet.

## Insassen und Flugzweck
Es befand sich eine vierköpfige Besatzung an Bord der Maschine. Es handelte sich um einen Kalibrierungsflug, auf dem Bodennavigationssender getestet werden sollten.

## Flugverlauf und Unfallhergang
Die Maschine hob um 15:03 Uhr vom Flughafen Teheran-Mehrabad ab. Es befanden sich acht Personen an Bord, drei Piloten, vier Bodentechniker und ein Mitarbeiter des Sicherheitsdienstes. Die Maschine landete um 16:44 Uhr auf dem Flughafen Kisch, wo die Maschine betankt wurde und die vier Bodentechniker von Bord gingen. Um 17:44 Uhr hob die Maschine von der Startbahn 27R ab. Die Piloten erbaten eine Freigabe zum Gegenanflug auf eine Höhe von 1.000 Fuß und bis zu einer Entfernung von acht nautischen Meilen vom Flughafen. Nachdem sieben An- und Abflugmanöver, mithilfe derer die Navigationseinrichtungen des Flughafens getestet wurden, erfolgreich absolviert werden konnten, beabsichtigte die Besatzung, einen letzten Anflug durchzuführen, um die PAPI-Befeuerung von Landebahn 27 zu prüfen. Während die Maschine die letzte Kurve für den Anflug flog, schlug sie um 18:46 Uhr Ortszeit im Wasser des Persischen Golfs auf. Dabei wurde das Flugzeug völlig zerstört. Die gesamte vierköpfige Besatzung kam ums Leben.

## Ursache
Die Flugunfalluntersuchung ergab, dass die Piloten übermüdet gewesen waren. Zudem seien sie einer Sinneswahrnehmung erlegen, die sie glauben ließ, ihre Maschine befände sich in größerer Höhe und näher an der Landebahn, als dies tatsächlich der Fall war. Darüber hinaus wurde eine Fehlfunktion des Funkhöhenmessers sowie eine ungenügende Überwachung von Kalibrationsflügen durch die Luftfahrtbehörden bemängelt.